# Ronald McDonald Kindervallei

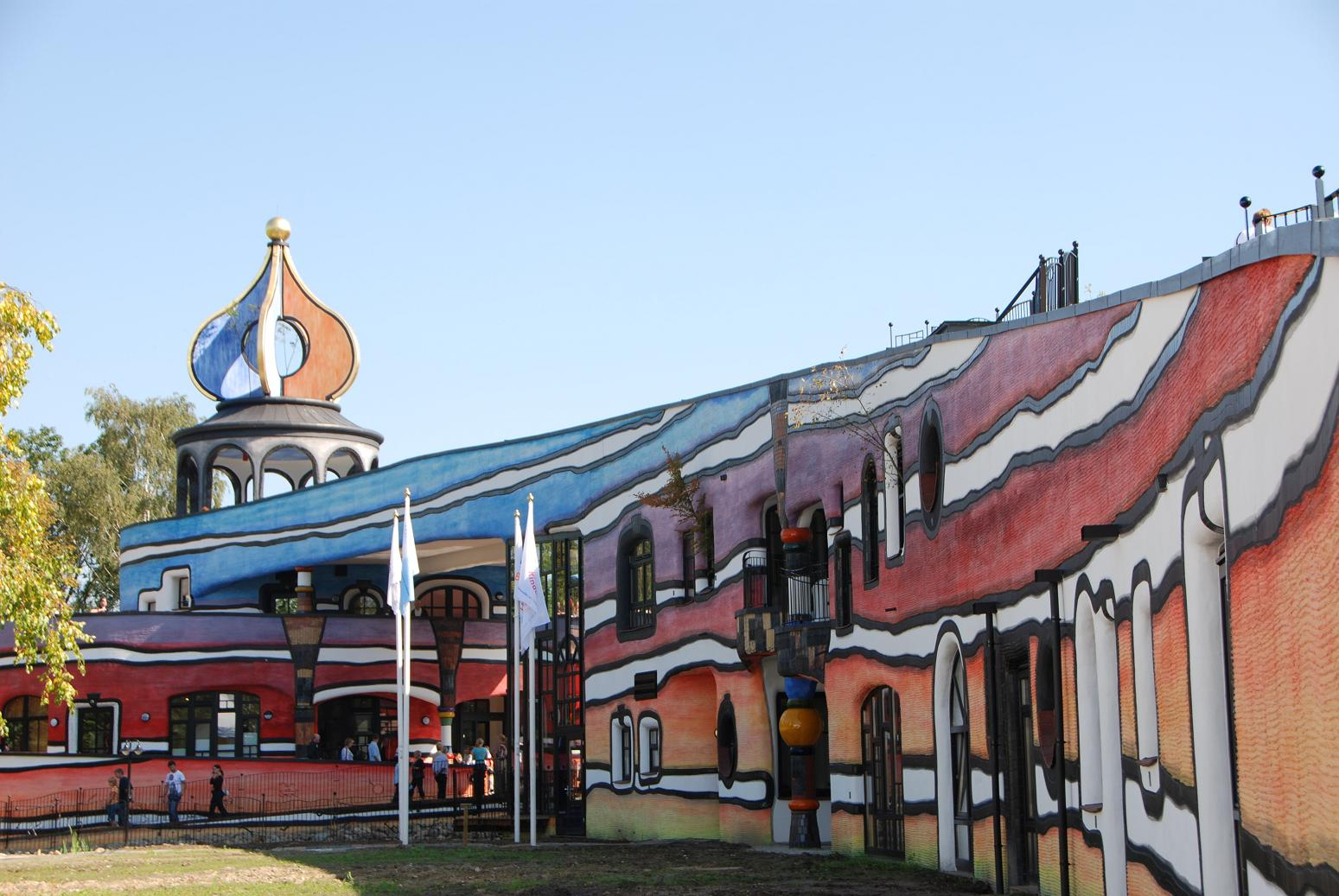
Het gebouw gezien vanuit het westen

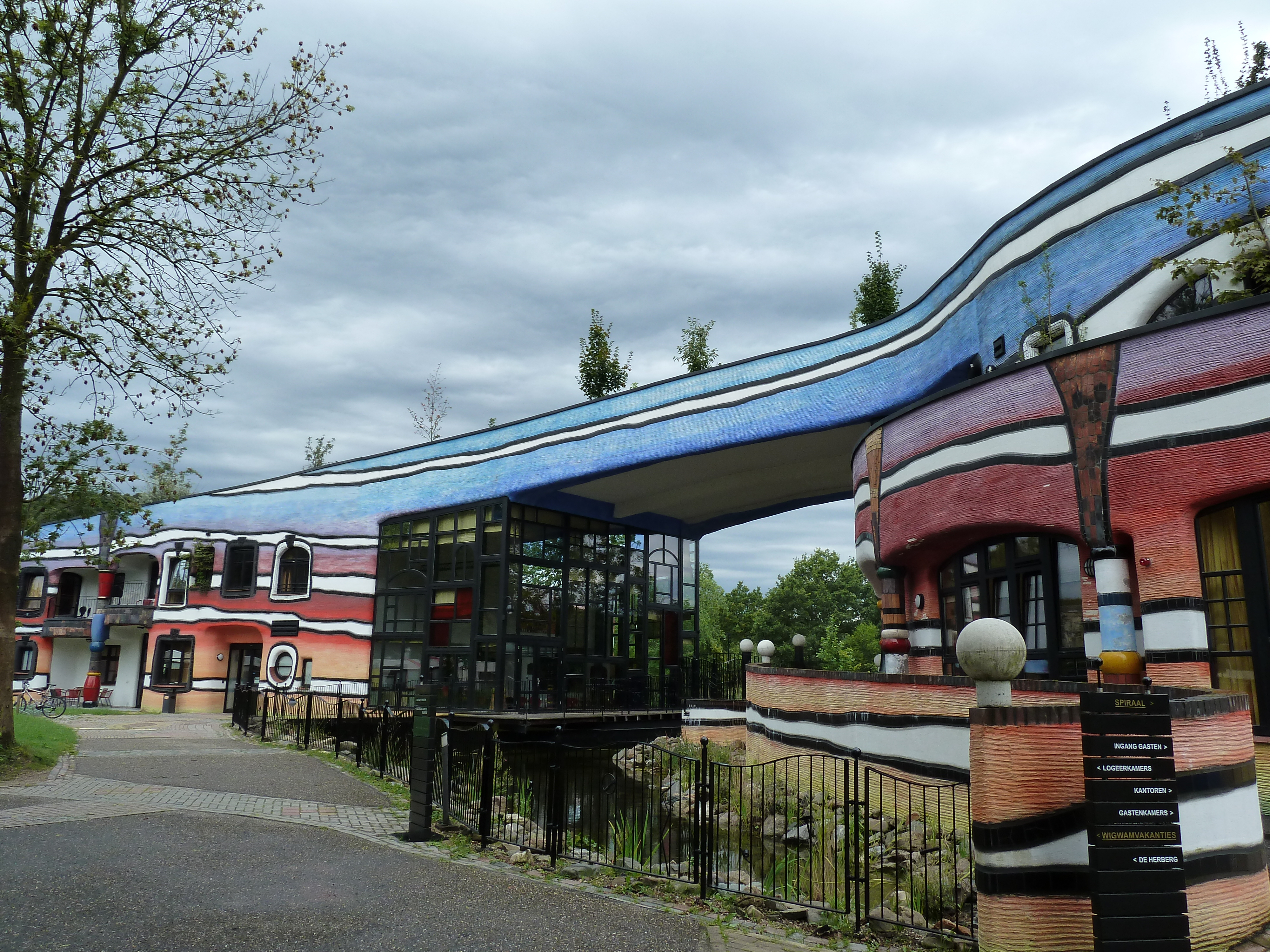
Het gebouw gezien vanuit het noordoosten

De Ronald McDonald Kindervallei of Regenboogspiraal is een gebouw in Nederlands Zuid-Limburg in het Geuldal in de gemeente Valkenburg aan de Geul. Het gebouw staat in Houthem op het terrein van Adelante en nabij het complex stroomt de Geul en ligt het natuurgebied Ingendael.
Het gebouw is een van de drie vakantiehuizen van het Ronald McDonald Kinderfonds. Er kunnen zorgintensieve kinderen en jongeren tot en met 25 jaar terecht, samen met familie, vrienden of zorgondersteuners. Het wordt gefinancierd met sponsoren zodat ouders goedkoop kunnen overnachten.

## Geschiedenis
In 1987 ontwierp de Oostenrijkse architect Friedensreich Hundertwasser het Māori house pā and national monument om te worden gebouwd aan de Wellington Bay in Wellington in Nieuw-Zeeland. (Op deze plek werd in 1998 het Museum of New Zealand Te Papa Tongarewa gebouwd.) Het gebouw was bedoeld als museum waar de geschiedenis van de Maori en de kolonisten verteld zou worden, samen met een bibliotheek, conferentiezaal, restaurant en bioscoop. De architect wilde echter niet dat zijn ontwerp meedeed aan een architectuurwedstrijd.
In 2005 werd in Essen het Ronald McDonaldhuis geopend. Het Nederlandse McDonald Kinderfonds was op zoek naar een geschikt gebouwontwerp en bezochten het gebouw in Essen. Hierop werd aan de Hundertwasser Foundation gevraagd een ontwerp te maken op basis van de principes van Hundertwasser. Ontwerpen van Hundertwasser mogen echter maar één keer worden uitgevoerd. Het nooit gebouwde New Zealand Spiral Monument uit 1987-1988 werd daarom als model gebruikt voor het nieuwe gebouw in Valkenburg. Het werd in 2007 gerealiseerd.
In juli 2021 werd het gebouw fors beschadigd door de overstroming van de Geul.

## Gebouw
Het gebouw wordt gekenmerkt door organische vormen, de afwezigheid van standaardisatie zoals ramen met verschillende vormen, een uitbundige toepassing van kleuren en een begroeid dak. Dit tezamen zorgt voor speels en vrolijk uiterlijk. Aan de buitenzijde is het gebouw beschilderd met felle regenboogkleuren, gescheiden door met zwarte strepen omlijste horizontale witte banen. Het gebouw bestaat uit twee delen. Aan het noordoostelijke uiteinde bevindt zich een torenvormig gebouw waar men via de spiraal bovenop het dak kan komen, de regenboogspiraal, met bovenop dit gebouwdeel een Ui met goudkleurige bol. Vanaf het dak van de regenboogspiraal loopt er een brug naar het (dak van het) tweede gebouwdeel, die de ruimte tussen de beide gebouwdelen overbrugt. Het zuidwestelijke gebouwdeel loopt in zuidwestelijke richting af tot aan grondniveau en splitst zich in twee vleugels. Via het dak van de regenboogspiraal, de brug en het dak van het tweede gebouwdeel loopt er een wandelpad door het groen naar de omliggende tuin.
In het gebouw bevinden zich acht logeerkamers met elk een keuken en een woonkamer en daarnaast heeft het gebouw een gezamenlijke keuken, zitruimte, theater, speelkamer en een bibliotheek. In de gezamenlijke huiskamers kunnen ouders overdag verblijven.

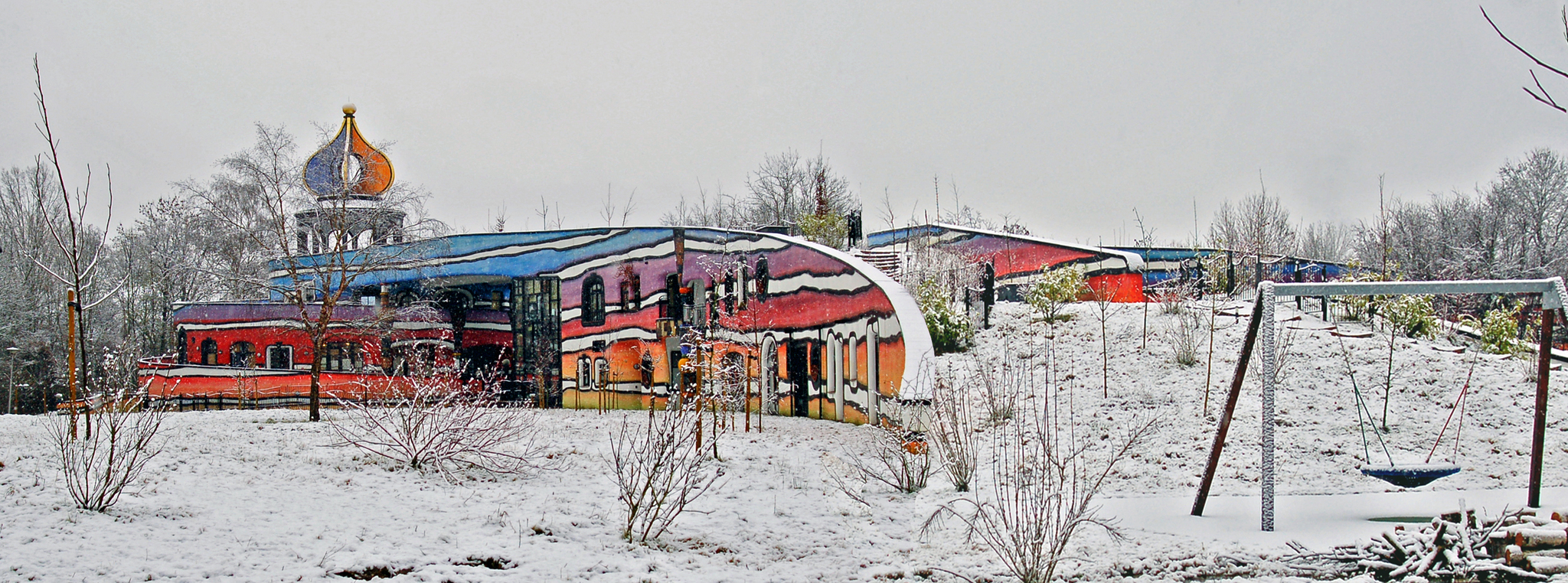
Het gebouw in de winter